# Machimus sanctimontis
Machimus sanctimontis är en tvåvingeart som beskrevs av Emile Janssens 1960. Machimus sanctimontis ingår i släktet Machimus och familjen rovflugor. Inga underarter finns listade i Catalogue of Life.